# Choi Yo-sam
Pour les articles homonymes, voir Choi.
Dans ce nom coréen, le nom de famille, Choi, précède le nom personnel.
Choi Yo-sam est un boxeur sud-coréen né le 16 octobre 1973 à Jeongeup et mort le 3 janvier 2008 à Séoul.

## Carrière
Champion d'Asie des mi-mouches OPBF entre 1996 et 1998, il remporte le titre mondial WBC de la catégorie le 17 octobre 1999 en battant aux points Saman Sorjaturong, titre qu'il conserve trois fois avant de s'incliner face à Jorge Arce le 6 juillet 2002.

## Décès
Le 25 décembre 2007, alors qu'il défend son titre intercontinental des poids mouches WBO contre l'indonésien Heri Amol, il perd connaissance lorsque son adversaire lui assène une droite à la mâchoire en conclusion d'une série au corps et au visage. Il réussit à se remettre debout et est déclaré vainqueur quelques instants après. Peu après, il tombe dans le coma.
Transporté à l'hôpital, il est opéré du cerveau. Le 2 janvier 2008, plusieurs spécialistes en neurologie annoncent à sa famille qu'il est en état de « mort cérébrale ». Le lendemain, sa famille décide le débranchement de l'appareil le maintenant artificiellement en vie et autorise le prélèvement de ses organes en vue de transplantations.